# تیم فیلیپز (شناگر)
تیم فیلیپز (به انگلیسی: Tim Phillips) (زادهٔ ۳۰ نوامبر ۱۹۹۰) شناگر اهل ایالات متحده آمریکا است.